# レンフェ103系電車
レンフェ103系電車（レンフェ103けいでんしゃ、スペイン語: Serie 103 de Renfe）はスペインの鉄道事業者であるレンフェが運行する高速列車AVE用の動力分散方式鉄道車両。シーメンスがICE 3をベースに製造する高速鉄道車両のブランド「ヴェラロ」の初のシリーズである。

## 歴史
シーメンスは2001年3月24日にレンフェによる競争入札でマドリード＝バルセロナ高速鉄道線用の高速鉄道用車両の半数にあたる32編成の受注を獲得し、ドイツ鉄道 (DB) の高速列車ICEで運用されているICE 3を仕様変更した車両を提供することになった。ICE 3からの変更点は、マドリード - バルセロナ間651 km・2時間30分運転を実現するために、ICE 3の8,000 kWから8,800 kWへの編成出力の増強、歯車比の変更、起動加速度の向上、冬場寒冷になる山地や、夏場に40℃近くの高温になる気温などスペイン特有の気候に合わせて空調機能の強化などが図られている。また、ICE 3で採用されていた渦電流ブレーキは信号システムに悪影響を及ぼすため装備されず、高速域からの減速は回生ブレーキが採用されている。
従来、ICE 3はドイツに本拠地を置く鉄道車両メーカーや部品メーカーの共同製品であったが、それらのメーカーはシーメンスに対しては103系向けの部品やライセンスを提供することを拒否した。そのため、シーメンスは欠落した構成部分を再度開発する必要に迫られ、結果として納期遅延が発生し2100万ユーロを支払った。しかしシーメンスはそれらの開発を成し遂げたことで、高速鉄道車両の確固たる技術を有することとなった。
103系は350 km/hでの走行が証明されている。2006年7月16日にマドリード - サラゴサ間での試験走行で、005編成が403.7 km/hを記録した。これはスペインの鉄道では通常列車編成での最高運転速度記録達成となった。2005年12月23日、レンフェはさらに10編成（シーメンスでの名称はVelaro E2）の追加発注を行い、2010年時点では26編成が営業運転に使用されている。

## 性能
性能面では、同じヴェラロシリーズのCRH3や、360 km/hでの営業運転を目指すAGVなどとともに、世界最速の高速鉄道車両でもある。日本の新幹線車両のように動力分散方式を採用したため、従来AVEで運用されてきた100系や2005年より営業運転を開始した102系と比べると、編成両端の動力車がない分、客室スペースが広く確保可能で、編成当たりの定員が20%程度増加し、低速時からの加速度や登坂能力、エネルギー効率が良くなっている。編成中の電動車と付随車の比率（MT比）は4M4T (M+T+M+T+T+M+T+M) で、電動車にはそれぞれ2つの動力台車を装備する。台車はICE3とほぼ同一のSF500AVE台車を装備する。
主変換装置はICE 3と同一（コンバータ＋シーメンス製GTO素子インバータ装置）の製品を採用する。なお、ヴェラロシリーズでGTO素子を唯一採用しており、以降登場するサプサン・CRH3はIGBT素子に変更されている。
集電装置（交流区間では1基のみ使用）や特高圧引き通し線を別にすると、編成は実際には4両ごとに独立したユニットで構成され、それぞれ独立した電力系統である。編成定員は404名で3クラスに分かれている。
先頭車の運転席背後はICE 3や他のヴェラロシリーズ同様に液晶ガラスのスクリーンで仕切られ前面展望が可能であるが、103系の場合はこの部分に座席ではなく会議室が設けられている。必要に応じて、不透明にされる場合もある。

## 営業運転
103系の営業運転開始は2007年6月22日からで、暫定開業区間であったマドリード - タラゴナ間であった。当初は350 km/h運転を予定していたが、運転保安装置であるETCSレベル2の準備が不可能だったことから、スペイン当局は営業運転での最高速度をETCSレベル1により300 km/hで許可した。コルドバ - マラガ間の高速新線開業により103系は、マドリード - マラガ間にも投入されている。2008年2月20日にマドリード＝バルセロナ高速鉄道線の最終区間が開業すると、103系はマドリード - バルセロナの両都市ノンストップの最速列車に導入され、2時間38分で結んでいる。